# Бедзай Ігор Володимирович
І́гор Володи́мирович Бедза́й (20 липня 1972, Миколаїв, Українська РСР, СРСР — 7 травня 2022, Одеська область, Україна) — полковник Військово-морських сил Збройних сил України, бойовий льотчик 1-го класу, начальник служби безпеки польотів — старший інспектор-льотчик і заступник командувача Військово-морських сил України з авіації, Герой України (2022, посмертно).

## Життєпис
Народився 20 липня 1972 року в місті Миколаєві в родині машиніста тепловоза. Бажав керувати винищувачами, але після проходження медичної комісії отримав дозвіл літати тільки на вертольотах. Влітку 1989 року вступив на навчання до Сизранського вищого військового авіаційного училища льотчиків.
Закінчивши військовий заклад вищої освіти у 1993 році за спеціальністю льотчика-інженера, виявив бажання проходити службу в рідній Україні. За розподілом був направлений в 555-й протичовновий змішаний авіаційний полк, який базувався в Очакові.
У 2004 році був переведений до 10-ї морської авіаційної бригади, яка базувалася в Новофедорівці, що в Криму. Обіймав посаду командира вертолітного загону, згодом — командира ескадрильї.
Брав участь у навчаннях на Sea Breeze-2014. Після смерті командира 10-ї морської авіаційної бригади полковника Володимира Хоменко в березні 2014 року очолив військову частину.

### Анексія Криму і війна на сході України
У березні 2014 року завдяки полковнику Ігорю Бедзаю в умовах ризику для життя в режимі радіомовчання із заблокованого росіянами аеродрому «Саки» до Миколаєва було перебазовано українську авіаційну техніку. 
3 березня 2014 року почалася евакуація техніки. Вертольоти злітали без вирулювання на злітно-посадкову смугу, прямо з місць їхніх стоянок, літаки злітали один за одним. Від початку запуску до зльоту останнього літального апарата пройшло близько 18 хвилин. За цей час вдалося переправити на материк чотири літаки та п'ять гелікоптерів. За п'ять днів льотчик 10-ї бригади морської авіації в цивільному одягу підняв у повітря ще один гелікоптер, приписаний до флагмана «Гетьман Сагайдачний», і на малій висоті здійснив переліт на материкову частину.
10-та морська авіаційна бригада стала єдиним підрозділом Збройних сил України, який зумів вивести з окупованого Росією Криму свою бойову техніку.
Після перебазування до Миколаєва впродовж п'яти років командував бригадою. Створював та облагороджував інфраструктуру на новому місці, а також здійснював вильоти на гвинтокрилах Мі-8 та Мі-14, зокрема й до району проведення АТО/ООС, куди доставляв особовий склад та вантажі. 
У 2019 році був переведений на посаду заступника командувача Військово-морських сил України з авіації та переїхав до Одеси.

### Повномасштабне вторгнення Росії в Україну
На момент повномасштабного вторгнення Росії в Україну 10-та морська авіаційна бригада попередньо передислокувалася на запасні аеродроми і точки для запобігання ракетному удару та задля збереження техніки. Будучи заступником командувача з авіації та старшим інспектором-льотчиком Командування Військово-морських сил України, Бедзай особисто вилітав на виконання надскладних завдань.
Загинув 7 травня 2022 року під час здійснення пошуково-рятувальних заходів у районі гирла річки Дунай, замінивши собою в екіпажі молодого пілота, в якого у лютому народилася дитина. Гвинтокрил Бедзая був атакований ворожим винищувачем Су-30, після двох гарматних черг з російського літака, від яких українському Мі-14 ухилився, гвинтокрил уразила випущена з цього ж літака керована ракета Р-73 і він із п'ятьма українськими військовими на борту впав на території Одеської області.
11 травня 2022 року похований у Миколаєві на Мішковському кладовищі разом із загиблим у вертольоті капітаном Сергієм Мущицьким з відданням усіх почестей.

## Нагороди
- Медаль «За військову службу Україні» (19 лютого 2004) — за особисту мужність і відвагу, виявлені в захисті державних інтересів, зміцнення обороноздатності та безпеки України[16].
- Медаль «За бездоганну службу» III ступеня (1 липня 2011) — за вагомий особистий внесок у розвиток транспортної системи України, забезпечення безперебійної роботи морського і річкового флоту, зразкове виконання військового обов’язку в підтриманні бойової, мобілізаційної готовності та боєздатності Військово-морських сил Збройних сил України[17].
- Орден Богдана Хмельницького III ступеня (21 серпня 2014) — за особисту мужність і героїзм, виявлені в захисті державного суверенітету та територіальної цілісності України, вірність військовій присязі високопрофесійне виконання службового обов'язку[18].
- Орден «Народний Герой України» (2016)[19].
- Відомча відзнака Міністерства оборони України «Вогнепальна зброя» (1 липня 2018) — автоматичний пістолет Стєчкіна[20].
- Звання Героя України з удостоєнням ордена «Золота Зірка» (11 травня 2022, посмертно) — за особисту мужність і героїзм, виявлені у захисті державного суверенітету та територіальної цілісності України, самовіддане служіння Українському народу[21].
- Відзнака Президента України «Національна легенда України» (20 серпня 2022, посмертно) — за визначні особисті заслуги у становленні незалежної України і зміцненні її державності, захисті Вітчизни та служінні Українському народові, вагомий внесок у розвиток національної освіти, мистецтва, спорту, охорони здоров'я, а також багаторічну плідну громадську діяльність[22][23].

## Вшанування пам'яті
- 24 червня 2022 року, указом президента України, 10-й морській авіаційній бригаді Військово-морських сил Збройних сил України присвоєно ім'я Героя України полковника Ігоря Бедзая[24].
- 25 березня 2024 року розпорядженням Одеської міської ради вулицю Якутську перейменувано на вулицю Ігоря Бедзая[25].
- 26 липня 2024 року розпорядженням голови Миколаївської обласної державної адміністрації Віталія Кіма відповідно до Закону України «Про засудження та заборону пропаганди російської імперської політики в Україні і деколонізацію топонімії» вулицю Чкалова перейменовано на вулицю Ігоря Бедзая[26][27].
- Особисті речі Ігорія Бедзая експоновані Національному військово-історичному музеї України[28].